# Spadochron ratowniczy

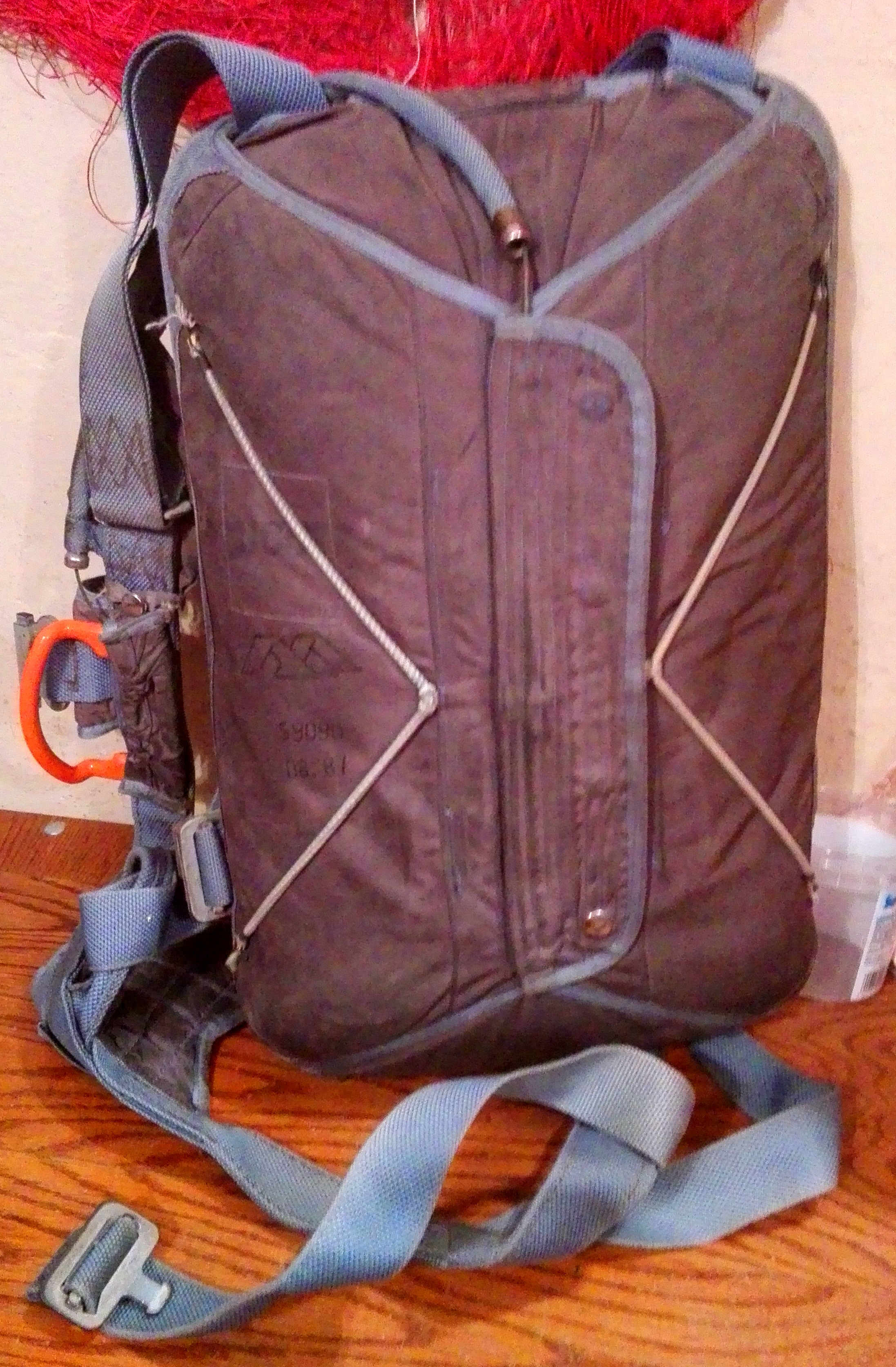
Spadochron ratowniczy plecowy SP-6 polskiej firmy Z.S.T. i T. AVIOTEX

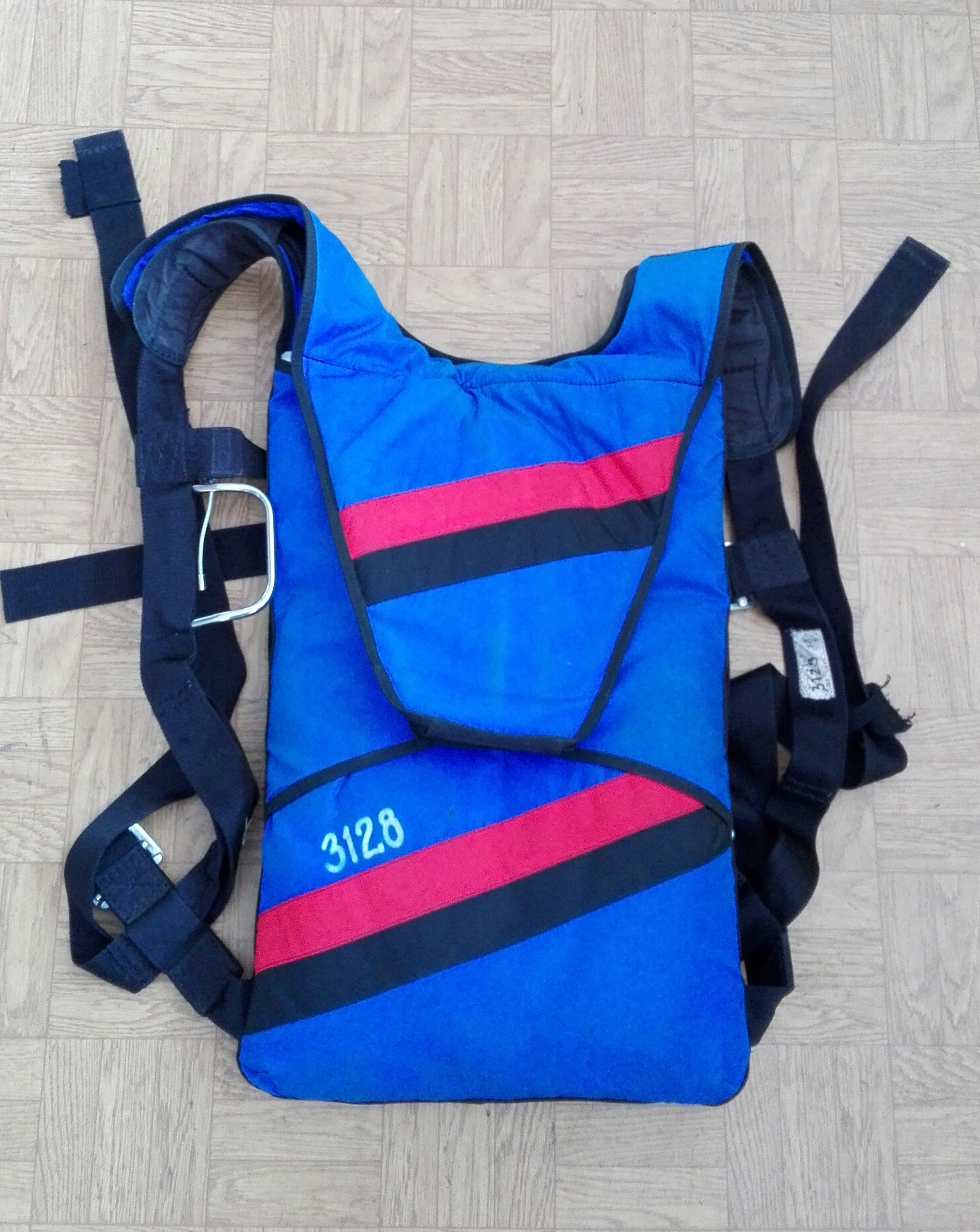
Spadochron ratowniczy plecowy ATL-88/90 czeskiej firmy MarS

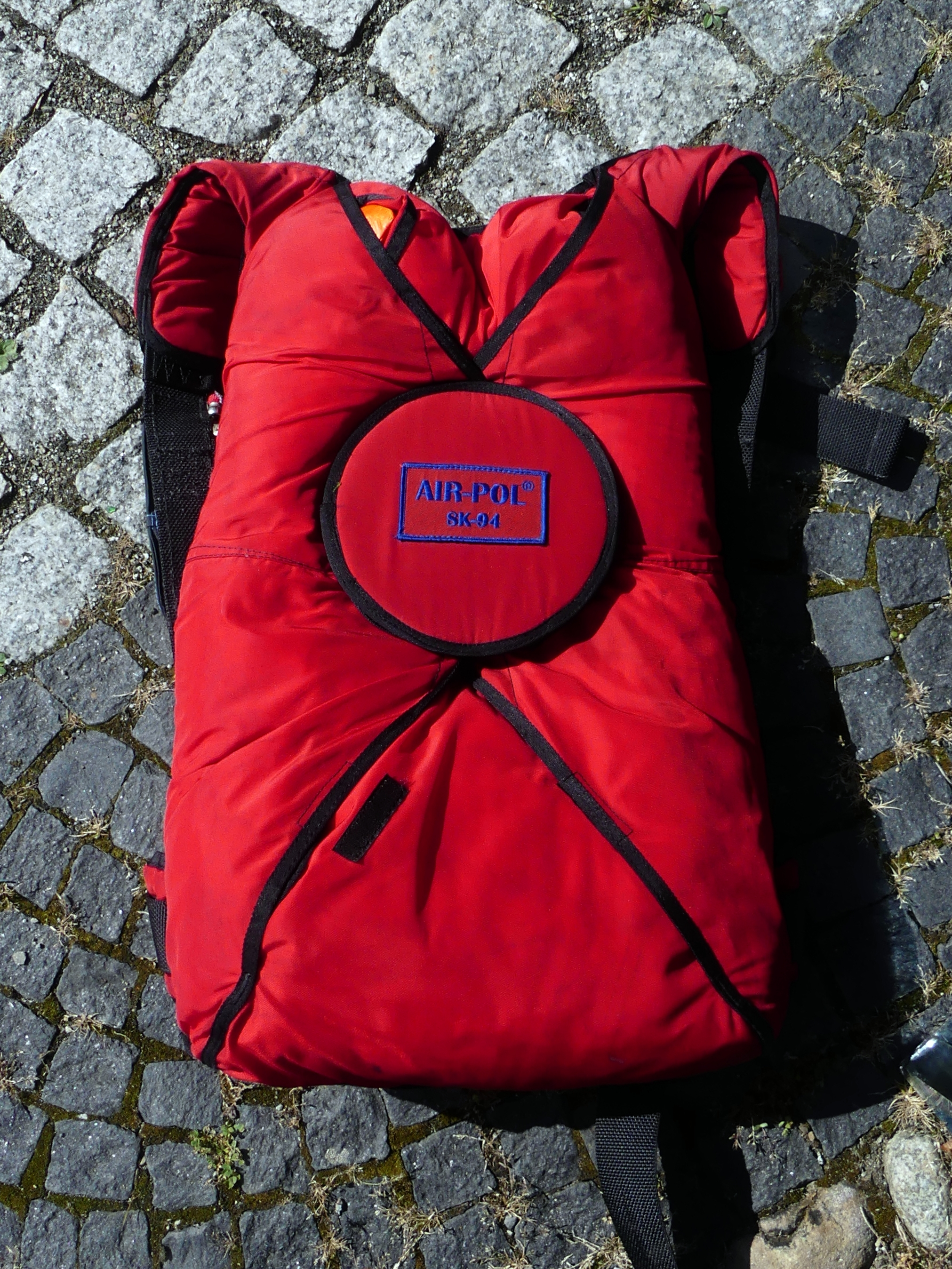
Spadochron ratowniczy plecowy SK - 94 polskiej produkcji firmy AIR-POL, przeznaczony jest do zabezpieczenia pilotów: szybowców, lekkich samolotów, śmigłowców i balonów.

Spadochron ratowniczy – spadochron przeznaczony do ratowania życia członkowi załogi statku powietrznego w czasie awaryjnego i przymusowego opuszczania statku, w sytuacji gdy lądowanie na jego pokładzie zagrażałoby życiu załogi.
Spadochron ratowniczy używany jest też do:
- ratowania uszkodzonych samolotów (śmigłowców), znajdujących się w powietrzu,
- sprowadzania na Ziemię z przestrzeni kosmicznej cennego sprzętu z wynikami badań.

## Spadochrony ratownicze produkowane w Polsce
W 1926 roku opracowano samoczynny ratowniczy spadochron projektu inż. Jana Wołowskiego.
Centralne Zakłady Aeronautyczne
Zalążkiem powstania wytwórni w Legionowie były założone w Poznaniu, w 1920 roku Centralne Zakłady Aeronautyczne, które zostały przeniesione do Legionowa. Powstały w 1922 roku na terenie stacjonującego tam 2. Batalionu Balonowego pod nazwą Centralne Zakłady Balonowe, a od 1935 roku przyjęły nazwę Wytwórni Balonów i Spadochronów. W 1928 r. obok warsztatu balonowego i innych działów uruchomiono warsztat spadochronowy. Produkcję spadochronów uruchomiono w oparciu o licencję zakupioną w Anglii w firmie Irvin Air Chute Co. w Letchworth.
W warsztacie otworzono produkcję spadochronów ratowniczych „Irvin”, o średnicy 7,3 m. Miały one kilka odmian, w zależności od rodzaju służby lotniczej:
- siedzeniowy - dla pilotów,
- plecowy - dla załóg balonów i samolotów,
- piersiowy - dla obserwatorów, strzelców samolotowych i załóg balonów,
- ćwiczebny - do treningu i sportu.

Z.S.T. i T. AVIOTEX
W Zakładach Sprzętu Technicznego i Turystycznego AVIOTEX w Legionowie (przedsiębiorstwo państwowe) były wyprodukowane lub zmodernizowane spadochrony ratownicze:
- plecowe: SP-1, SP-5i, SP-6,
- siedzeniowe: PŁ-45, PŁK-45, MPŁK-45, PN-5M (nawigatora), SPS-1, SPS-3, SR-15, S-2 s. 2. S-3 s. 2 i S-4.
- zapasowe piersiowe: PZ-41a, SZ-60, SZ-73 „DEJMOS”, SZ-82 i Z-5P,.

AIR-POL Sp. z o.o.
W firmie AIR-POL Sp. z o.o. w Legionowie produkowane spadochrony ratownicze:
- Spadochron ratowniczy plecowy SK-94. Przeznaczony dla pilotów lekkich samolotów, techników pokładowych, szybowników i baloniarzy. Otwarcie ręcznym uchwytem wyzwalającym lub samoczynnie automatem spadochronowym. Możliwość użycia przy prędkości do 270 km/h, min. wysokość skoku 70 m. Pierwszy polski spadochron z pilocikiem zewnętrznym.